# Csiba prefektúra
Csiba prefektúra Japánban, a Csendes-óceán partján található. Kantó régió és a Nagy Tokiói Agglomeráció része.

## Etimológia
Csiba prefektúra japán neve (千葉県 Csiba-ken) a 千 (csi) vagyis az „ezer”, és a 葉 (ba) „levél” kandzsikból áll. A nevét a Taira klán egy csoportja adta, mikor a Heian-korban letelepedtek a mai Csiba területére. A Tairák ezen csoportja felvette a nevet, és ők váltak a Csiba klánná, és egészen az Azucsi-Momojama korszakig ők uralták a területet. A régió csak 1873-ban kapta meg a város nevét, a korai Meidzsi-korban amikor a Csiho Kangai Kaigi (地方官 会議) ülésén döntöttek Japán helyi és regionális közigazgatásáról.

## Földrajz
Csibát északról Ibaraki prefektúra, a Tone folyónál, nyugatról Tokió és Szaitama prefektúra az Edo folyónál, keletről a Csendes-óceán, és délről pedig a Tokiói-öböl övezi. A prefektúra nagy része a Bószó-félszigeten helyezkedik el, mely földrajzi adottságai miatt kiváló rizstermelő terület. A keleti parton lévő Kudzsúkuri-alföld kifejezetten jól termő terület. Leglakottabb területei északnyugaton helyezkednek el, melyek a Kantó régió részeként kiterjednek Nagy Tokiói Agglomerációig és Szaitamáig. A Kurosio folyó Csiba közelében folyik, ami viszonylag meleg teleket, és hűvösebb nyarat biztosít a területnek, mint amilyen a szomszédos Tokióé.

### Városok
37 város található ebben a prefektúrában.
| - Abiko - Aszahi - Csiba - Csúó-ku - Hanamigava-ku - Inage-ku - Midori-ku - Mihama-ku - Vakaba-ku - Csósi - Funabasi - Fuccu - Icsihara - Icsikava - Inzai | - Iszumi - Jacsimata - Jacsijo - Jocukaidó - Kamagaja - Kamogava - Kasiva - Katori - Kacuura - Kimicu - Kiszarazu - Macudo - Minamibószó - Mobara | - Nagarejama - Narasino - Narita - Noda - Óamisiraszato - Siroi - Szakura - Szanmu - Szodegaura - Szósza - Tatejama - Tomiszato - Tógane - Urajaszu |

#### Kisvárosok és falvak
| - Ava körzet - Kjonan - Csószei körzet - Csónan - Csószei - Icsinomija - Mucuzava - Nagara - Sirako | - Inba körzet - Siszui - Szakae - Iszumi körzet - Ondzsuku - Ótaki | - Katori körzet - Kózaki - Tako - Tónosó - Szanbu körzet - Jokosibahikari - Kudzsúkuri - Sibajama |

### Nemzeti parkok
2012. április elsején a prefektúra egész területének hat százalékát nemzeti parknak nyilvánították:
- Szuigo-Cukuba Nemzeti Park (1953
- Minami Bósó Nemzeti park (1953)

## Történelem

### Korai történelem
Csiba prefektúra már a prehisztorikus időkben is létezett, a Dzsómon-kori leletek az egész régióban fellelhetőek. Régészeti feltárások alkalmával ezeken a területen találták meg a legtöbb Kaizuka kagylóhalmot (貝塚) Japánban, ami bizonyítja, a régió magas lakottságát, és a gazdag tengerészeti kultúrát a Csendes-óceánnál, a Tokiói-öbölben.

### Aszuka és Nara kor
Az Aszuka-korban (538-710), a Taika-reform alatt (654) mai Csiba prefektúra közigazgatási struktúrája jelentősen megváltozott. A történelmi tartományt, amit Fuszának hívtak, és nagyjából a mai Csiba és Ibaraki prefektúrát fedte le, kettéválasztották. Így jött létre északon Simósza tartomány (Simofusza néven is említik), illetve Kazusza tartomány délen. A Csiba prefektúra déli részén fekvő Ava tartomány, 718-ban vált el Kazusza tartománytól. Ezek a közigazgatási egységek léteztek a területen míg meg nem szüntették, és be nem olvasztották Csiba prefektúrába a Meidzsi-restauráció után.
A központi kormány, minden tartományba létrehozott egy Kokubundzsit, vagyis tartományi templomot.

### Heian kor
A császári udvar folyamatosan terjesztette ki a hatalmát a három tartományra a Nara (710-794) és a Heian-korban (794-1185). Feudális birtokokat építettek ki a három tartományban, valamint a régió fontos adóbevételi, mezőgazdasági és sok más egyéb forrásává vált a fővárosnak, Kiotónak.
A Heian-kor haladtával a Kokusi tartományi kormányzók a kiotói központi kormányzástól független katonai erőt jöttek létrehozni. A Csiba-klán teljes mértékben felbontotta szövetséget a császári udvarral, és közreműködött a Kamakura-sógunátus alapításában.

### Modern kor
Csiba prefektúrát 1873. június 15-én alapították Kiszarazu és Inba prefektúrák egyesülésével. Az 1923-as Nagy kantói földrengés hatalmas pusztítást okozott a prefektúrában, nevezetesen, a Bósó-félsziget legdélebbi részein, ahol 1300 fő halt meg.
A prefektúra Tokióval határos területein hatalmas volt a pusztítás, illetve Funabasi, Icsikava és más földrengés sújtotta területeken a káoszidőszakban a koreaiak és más kisebbségiek elleni erőszaktevések száma megnőtt. Számos Koreai halt meg a Jacsijo szomszédságában zajló zavargások miatt, akiknek emlékére tornyot emeltek 1972-ben, a jacsijodai állomás közelében.
Csiba prefektúra militarizációjára az Orosz–japán háború időszakában került sor (1904-1905). Tengerparti erődítmények épültek a Tokiói-öböl mentén, egészen a mai Tatejama területéig, hogy megvédjék a fővárost a támadásoktól. Az 1930-as években prefektúra az északi és a központi területe széles körű katonai termelés központja lett, így a legtöbb katonai bázist és erődítményt a prefektúra tengerparti területeire telepítették. Miután az Amerikai Egyesült Államok átvette a hatalmat Szaipan, a prefektúra egy északi területe felett, Csiba és Csósi területét bombázni kezdték. A prefektúra északi, iparosított területeinek nagy része elpusztult. Az Egyesült Államok két megszállást is tervezett 1946 márciusában Tokió ellen. (Operation Coronet és Operation Downfall) Azonban a Hirosima és Nagaszaki elleni atomtámadást követően Japán megadta magát 1945-ben, így a tervezet soha nem valósult meg.

### A háború utáni időszak
Japán megszállása után (1945-1952) Csiba prefektúra amerikai kezekbe került, akik Csiba város parlamentjének második emeletét nevezték ki központjuknak. A prefektúra számos városát , köztük Csósit északon és Tatejamát délen megszállási bázisokként használták.
A gazdag mezőgazdasági területek a prefektúrában, valamilyen szinten megvédték a népet az ételhiánytól és az éhezéstől a háború után. Az ipari terjeszkedést gondosan megtervezték északon, és az egész prefektúrára vonatkozó mezőgazdasági földreformot hoztak létre.
A Keijo ipari övezet Csiba prefektúra nyugati partja mentén elhelyezkedő kisebb ipari területeket összefogásával jött létre, és maradt fent, mint Japán egyik legfontosabb nehézipari előállítója.
Az északkeleti városok, amik Tokió határának közelében helyezkedtek el, vasútvonallal lettek összekötve, így kialakult és azóta is fennmaradt egy úgynevezett ingázó közösség. A Narita nemzetközi repülőtér 1978-ban nyitotta meg kapuit azzal a céllal hogy a zsúfolt Tokiói Nemzetközi Reptér (Haneda Reptér) munkáját segítse. A nemzetközi légiforgalom nagy része Csiba prefektúrán keresztül érkezik Japánba. Jelentős bevételi forrást jelent a Nagy Tokiói Agglomeráció mezőgazdasági termékekkel való kiszolgálása, különös tekintettel a rizsre és a különböző zöldségekre. A prefektúra középső és déli területein jellemző volt az elnéptelenedés, és a népesség északkeletre vándorlása, Japán urbanizációs folyamatainak köszönhetően mely a 21. században is folytatódott.

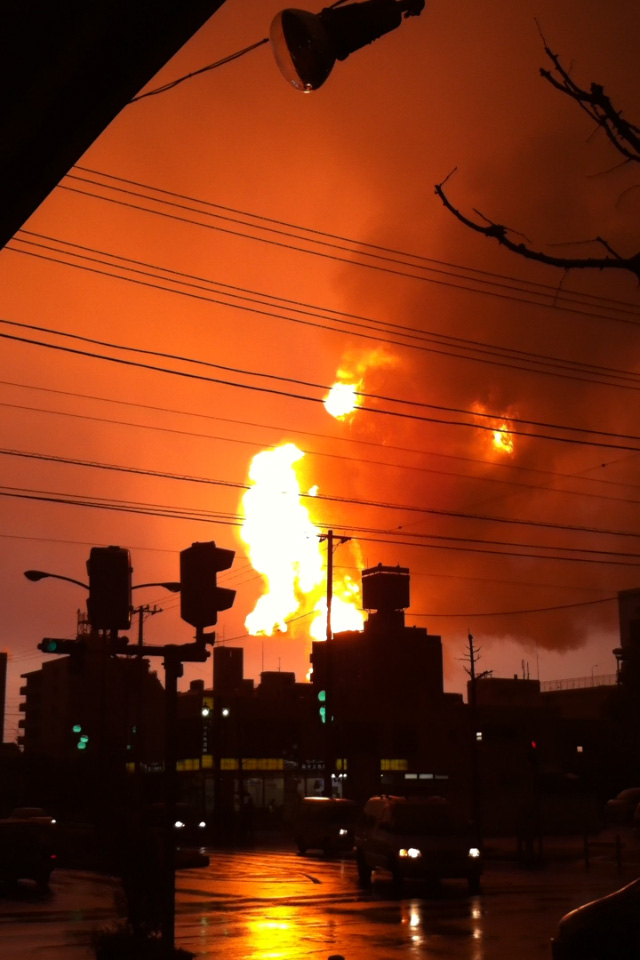
Égő olajfinomító Icsihabarában

### A 2011-es tóhokui földrengés és árvíz
A 2011-es tóhokui földrengés olyan távoli területeket is sújtott mint Csiba prefektúra. Habár a kevesebb pusztítás történt, és kevesebb emberi élet veszett oda, mint Tóhoku régióban. Csibában mindössze húsz ember vesztette életét , és ebből tizenhárom Aszahiból, ahol a cunami partot ért. A földrengés következtében kigyulladt egy olajfinomító Icsiharában. A hatalmas folyékony kőolajat tároló tartályok március 11-től egészen március 21-ig folyamatosan égtek. A talajfolyósodás a prefektúra nyugati és északi részén nagy károkat okozott Csiba, Funabasi, Narasino, de legfőképpen Urajaszu városában. A lakott területek maradandó károkat szenvedtek a talajfolyósodás és a radioaktív szennyezés miatt, így Csiba lakossága 1920-óta először zuhanni kezdett.

## Gazdaság

### Ipar
Csiba ad otthont Japán egyik legnagyobb ipari területének. A második világháborút megelőzően a prefektúra vezető iparága a malátaipar volt, és fő termékük a szójaszósz, a szaké és a mirin (édes főzéshez való szaké) volt. A feldolgózóipar a világháború után jelentősen kibővült. Csiba prefektúra lett a székhelye a Kavaszaki acélgyárnak 1950-ben. A prefektúra ma hatodik a Japánban az ipari termelés tekintetében, melynek nagy részét a kőolaj, vegyi anyag és acélkitermelés, valamit a gépgyártás adja ki. Ezek az iparágak a terület exportjának a negyvenöt százalékát teszik ki.

### Mezőgazdaság
Csiba büszkélkedhet Japán második legmagasabb mezőgazdasági hozamával is. Ezen kívül egyedül Hokkaidó termel több mezőgazdasági terméket. Az ország földimogyoró állományának hetvennyolc százalékát itt termelik, ez a prefektúra specialitása.
Csiba vezető még számos zöldség termesztésében, mint például a répa, káposzta, paradicsom, spenót daikon retek, negi hagyma, naspolya, és nasi körte, melynek kétszáz évre visszamenő hagyománya van a prefektúrában. A nemzet második legnagyobb kukorica kitermelője. A rizs és a nori termesztése is nagy mennyiségben van jelen a területen.

## Demográfia
Csiba az egyik leggazdagabb prefektúra, az erős ipari és kereskedelmi szektorainak köszönhetően. Az éves GDP 3,1 millió Yen /fő, az ötödik legmagasabb az országban. A népesség 70%-a a szolgáltatóiparban, 25%-a iparban és 5%-a mezőgazdaságban dolgozik.

## Konyha

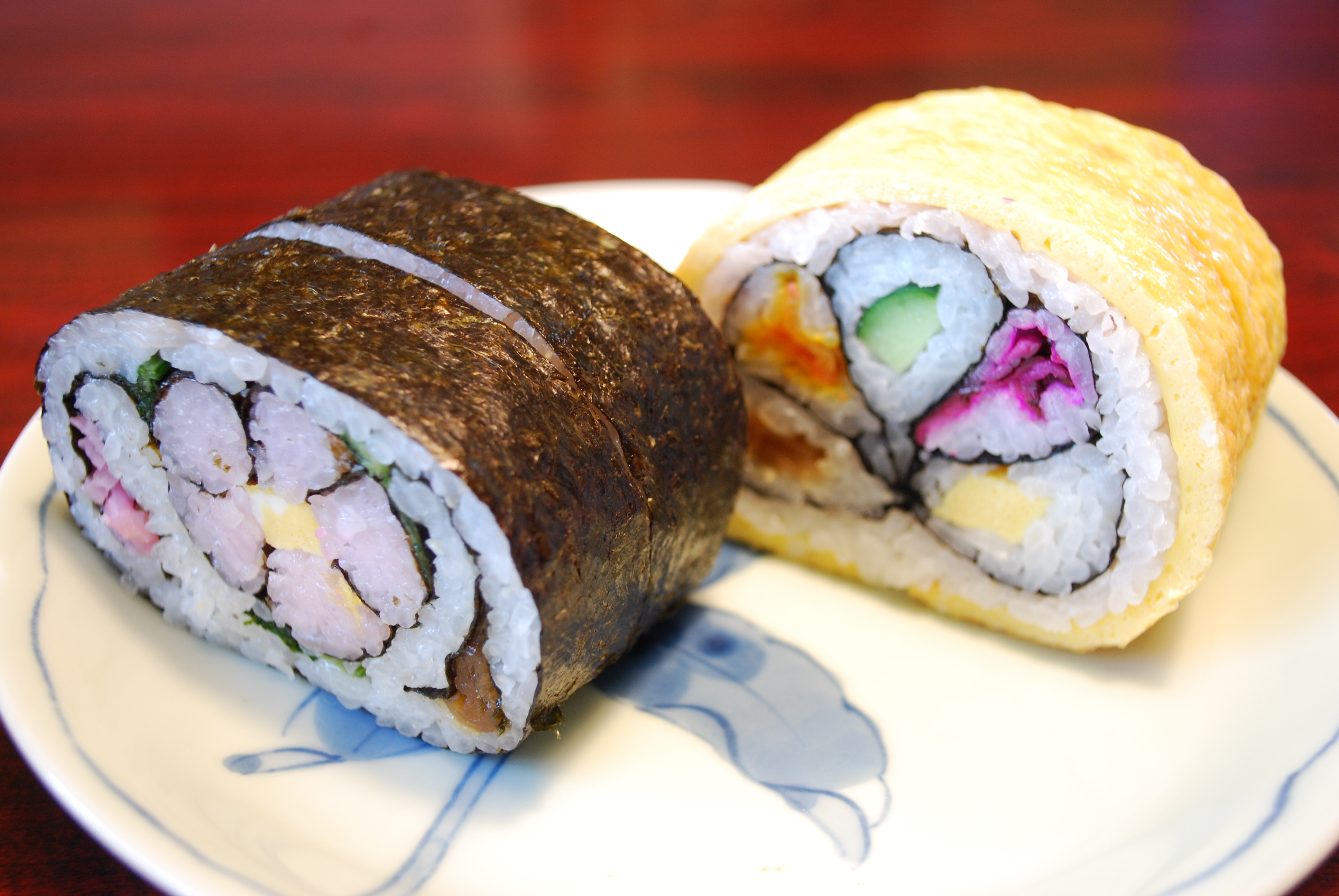
Futomaki

A tradicionális csibai étrend alapvetően nem különbözik Japán többi részétől, azonban fellelhető egy-két egyedi fogás is. Ezen a környéken például jellemző, hogy a miszót nem szójababból, hanem földimogyoróból készítik. Jellegzetessége még a Takenoko (竹の子), vagyis az egészben leszüretelt bambuszrügy, melyek nyersen is fogyasztanak. Nevezetes ételeik közé tartozik a Futomaki (太巻) (vagy futomakizushi), ami szó szerint egy "kövér tekercs” ahogy a neve is mondja. Ez a maki szusi egy nagyobb változata, melynek átmérője akár tíz centiméteres is lehet. Ezeket gyakran díszítik virágmintával vagy kandzsikkal.

## Fordítás
Ez a szócikk részben vagy egészben  a   Chiba prefecture című angol Wikipédia-szócikk fordításán alapul.  Az eredeti cikk szerkesztőit annak laptörténete sorolja fel. Ez a jelzés csupán a megfogalmazás eredetét és a szerzői jogokat jelzi, nem szolgál a cikkben szereplő információk forrásmegjelöléseként.